# レッドショルダー
レッドショルダー (RED SHOULDER) とはテレビアニメ『装甲騎兵ボトムズ』に登場するギルガメス軍という架空の国家の軍隊に所属する架空の部隊。

## 設立
正式名称はギルガメス宇宙軍第10師団メルキア方面軍第24戦略機甲歩兵団特殊任務班X-1。ヨラン・ペールゼンの上申を受けた参謀本部によって編成が認可され、アストラギウス暦7207年2月13日に設立された。「ATにより編成された特殊作戦部隊」であるが、ペールゼンには別の設立目的があった。
初陣は7208年9月14日のアルダヴィア戦で、150名程度でありながら数倍の兵力に匹敵する活躍を見せた。

## 訓練
レッドショルダーはペールゼンとその腹心のリーマン少佐の指揮の下、惑星オドンにおいてギルガメス軍の虎の子の精鋭部隊という形で訓練されていた。
ペールゼン自身の人選で集められた300名のうち、正式登録された者はその半数以下であったが、残りの兵士が再び原隊に戻ることはなかった。
オドンの基地に送られたが最後、訓練は実戦同様の過酷なものとなった。その最たるものが味方同士で殺し合わせ、生き残った者を鍛え上げるという、訓練の域を逸脱した「共食い」であった。周囲からの疑惑は当初からあったものの、オドン全体が厚い密雲に覆われており、軌道上からの観測が困難だったこと、疑惑の中心たるペールゼンが箝口令を敷いていたこと、隠密裏に調査に向かった部隊が侵入者として殲滅されたことなどから、実態が明らかになることはなかった。またレッドショルダーがもたらす多大な戦果を重視していた軍上層部は、ペールゼンへの問責を避け、うやむやにしてしまった。さらに部隊内でも、異を唱える者は「更生」と称するリンチを受け、二度と戻ることはなかった。
なお、オドンでは訓練用に使われるATM-09-STスコープドッグは、脚の接地面積を減らすことでバランスを敢えて悪くし、不整地における戦闘を円滑にする工夫が成されている。
惑星オドンの大陸内の、西部方面基地と東部方面基地の2ヶ所で訓練が行われ、西部基地に最高司令部があり、リーマン少佐が両基地の最高司令官であることが確認されている。

## 血塗られた右肩
レッドショルダーは戦場において高い戦果を挙げたのみならず、生残率も並のAT乗りの兵士達よりも遙かに高かった。激戦となったギャオア戦役や、オロム高原の戦いでも、生還した兵士はレッドショルダーのみであったため、一般兵士から「彼らは生き延びるためには仲間の犠牲をいとわない」と噂されるほどであった。
いかに軍上層部が秘匿していても、レッドショルダーへの疑惑は尽きなかった。しかし、その多大な戦果は敵陣営のバララントのみならず、味方陣営であるギルガメスからも吸血部隊と呼ばれて、畏怖の対象となっていた。
名前の由来である、右肩部を暗い赤で染めたスコープドッグで、徹底した破壊と殺戮を続けるレッドショルダーの攻撃は凄まじく、ついに第三次サンサ戦における民間人に対する無差別攻撃にまで発展した。加えて惑星サンサの大気が汚染され、酸素マスク無しでは生きられない程に環境が破壊された。これにより部隊の悪名はますます轟くこととなり、軍最高司令部でも問題とされた。

## ペールゼンの誤算
そのおぞましい実態を隠し、多大な戦果を挙げてきたレッドショルダーの活躍によって、ペールゼンは将官にまで昇進する。しかし、そんな彼の台頭を快く思わないネハルコ中将は、7213年に配下のバージル・カースンをスパイとしてオドンへと送り、レッドショルダーの蛮行を突き止めようとした。
たまたまカースンと同時にレッドショルダーに入隊していた、メルキア軍の一兵士であるキリコ・キュービィーは、「共食い」後、訓練にも参加しない状態を許されていた。しかし戦場からの異常に高い生還率を持つこと、および反抗的な態度から、リーマン司令官に目をつけられる（ペールゼンによるレッドショルダーの設立目的は、死なない兵士による軍隊の創設だった）。リーマンはキリコを試すべくペールゼン不在の際、素行の悪い兵士であるグレゴルー・ガロッシュ、バイマン・ハガード、ムーザ・メリメに命じて、キリコを襲撃させた。しかし、キリコはからくも攻撃を切り抜け、逆に3人を味方に付けてしまう。
キリコ襲撃をきっかけに訓練基地で暴動が発生、最終的に鎮圧され総数1670人の兵士の内854人が死亡するが、キリコらはその状況からも生還する。ペールゼンは、いかに生存確率が高くとも、あくまで反抗的な態度をとるキリコらを、第三次サンサ攻略戦に参加させて殺害しようと試みた。しかしこれも果たせず、さらにネハルコの送り込んだカースンによって、「共食い」の実態を明らかにされてしまう。
第三次サンサ攻略戦は成功し、レッドショルダーはその戦果を賞賛され初めて軍事パレードに参加するなど、ペールゼンは得意の絶頂にあった。しかしカースンのもたらした情報によってペールゼンは一転して非難の矢面に立たされ、レッドショルダーは解散に向うことになる。

## レッドショルダーのその後
百年戦争末期の7213年4月7日、レッドショルダー隊員の一部は各地の部隊に配置転換された。その一人であるキリコは、タイバス渡河作戦からモナド攻略戦を経た後、7月3日の小惑星リドの襲撃作戦に組み込まれた。
またレッドショルダーは8月7日、終戦と同時に正式に解散したことになっているが、ペールゼンの元に30名弱の隊員が残り、デライダ高地でペールゼンの護衛についた。
しかし7214年3月、ペールゼンに恨みを持つグレゴルー、バイマン、ムーザがキリコと共にデライダ高地を襲撃。この戦いでレッドショルダーはペールゼンと共に敵味方双方悉く戦死、生き延びた者はキリコだけだった。
だが、ペールゼンがレッドショルダーで培ってきたノウハウは「秘密結社」へと転用され、後のPS（パーフェクトソルジャー）計画にも影響を与えた。

## 『青の騎士ベルゼルガ物語』のレッドショルダー
『青の騎士ベルゼルガ物語』では、レッドショルダー出身のラドルフ・ディスコーマが登場。主人公ケイン・マクドガルとも対戦する。
なお、プレイステーションのゲーム版では、ゲームオリジナルの元レッドショルダーのガルフ・ガンズバックが登場する。